# Berthella martensi
Berthelle de Marten
Espèce
Berthella martensi est une espèce de Pleurobranchomorpha de la famille des Pleurobranches.

## Description

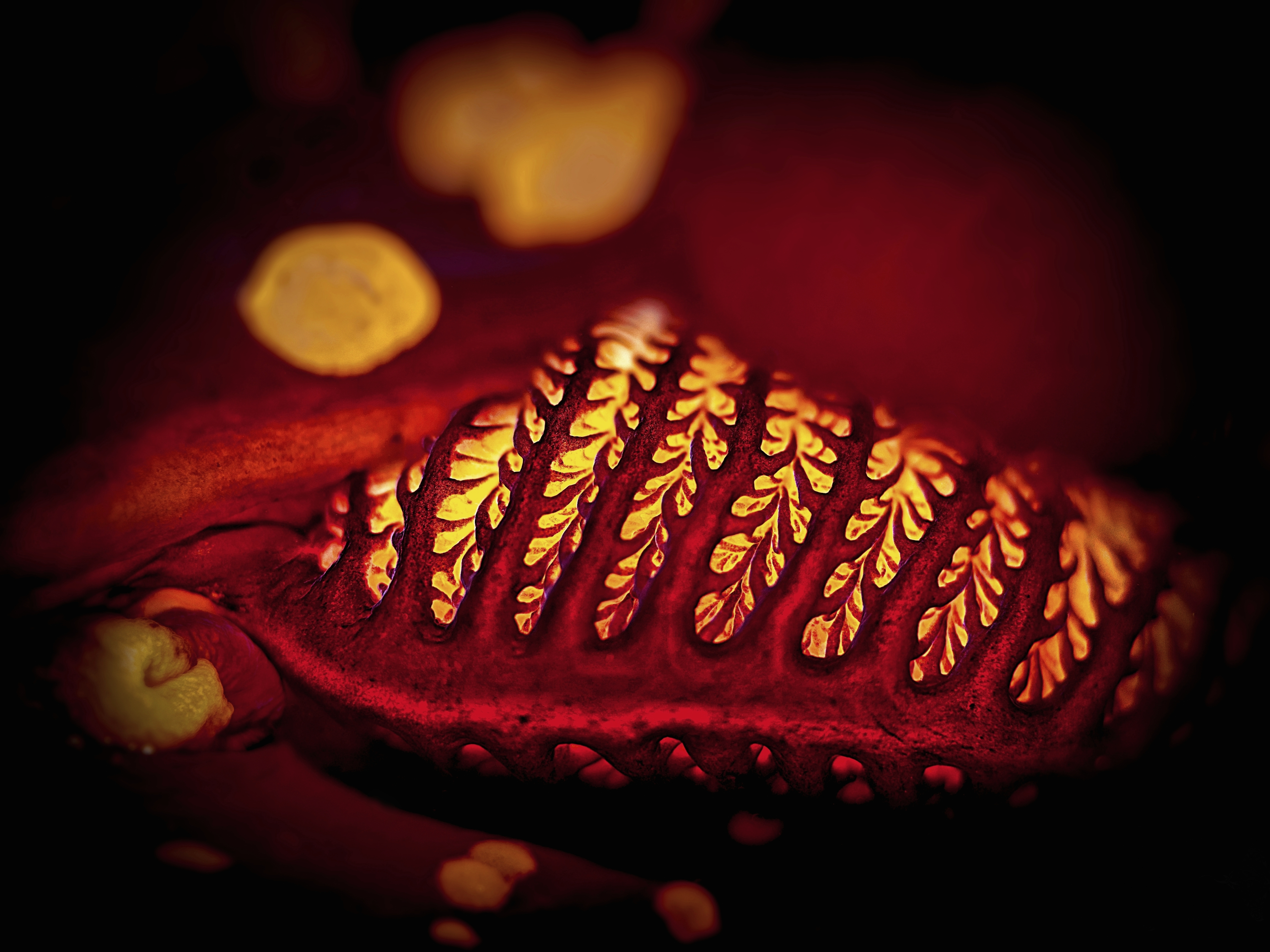
Gros-plan sur la branchie, située du côté droit de l'animal, juste après l'organe reproducteur.

Cette espèce peut mesurer jusqu'à 6 cm. 
La coloration de cette espèce varie grandement allant de l'orange brun clair, au noir, au blanc en passant par le crème et le corps est toujours parsemé de taches sombres ou claires selon sa couleur de fond dominante.
Le manteau, recouvrant le corps, se compose de quatre parties distinctes, une partie dorsale, une partie antérieure et deux pièces latérales couvrant les branchies. Ces dernières sont du côté droit du corps et sont en général de teinte orangée marquées de noir. 
Trois de ces parties dorsales sont détachables en cas de danger selon le principe de l'autotomie. Autre moyen de défense que possède cette espèce est la possibilité de sécréter un liquide acide repoussant les éventuels prédateurs.
La tête est constituée de deux rhinophores lisses et légèrement enroulés d'où part un voile trapézoïdal qui masque partiellement la cavité buccale.
La ponte est blanche.

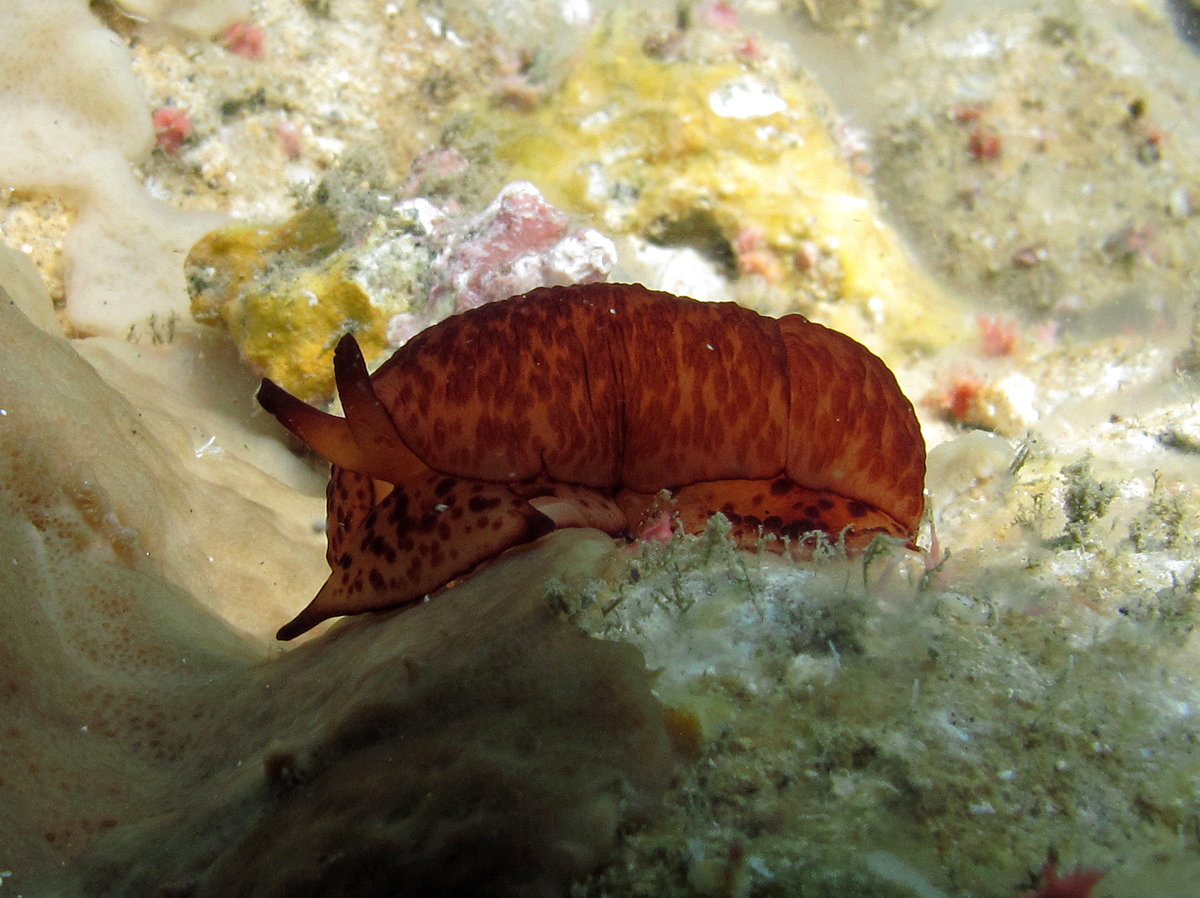
Berthella martensi
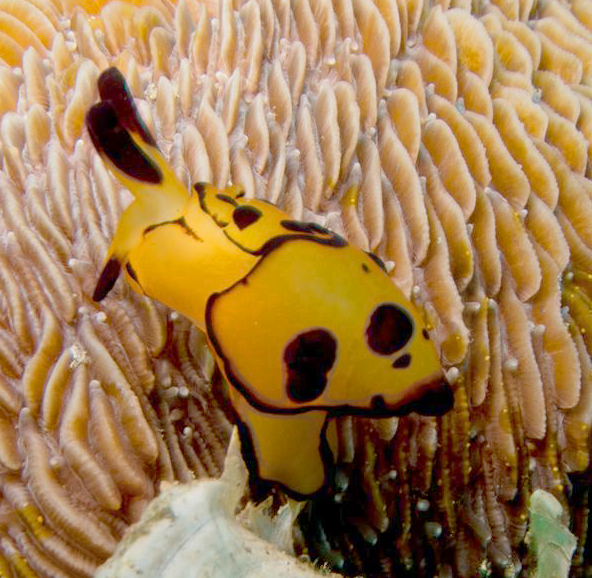
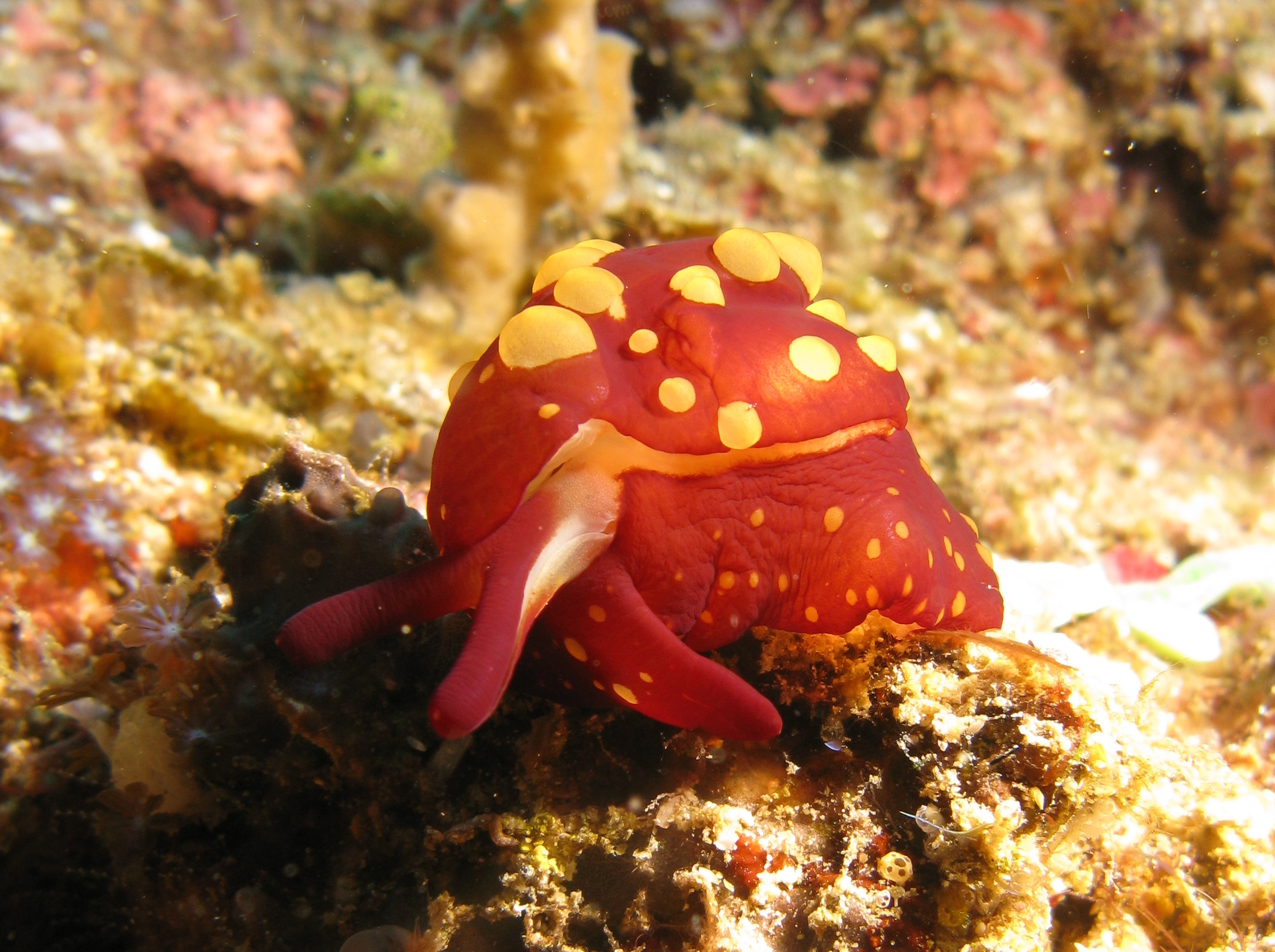
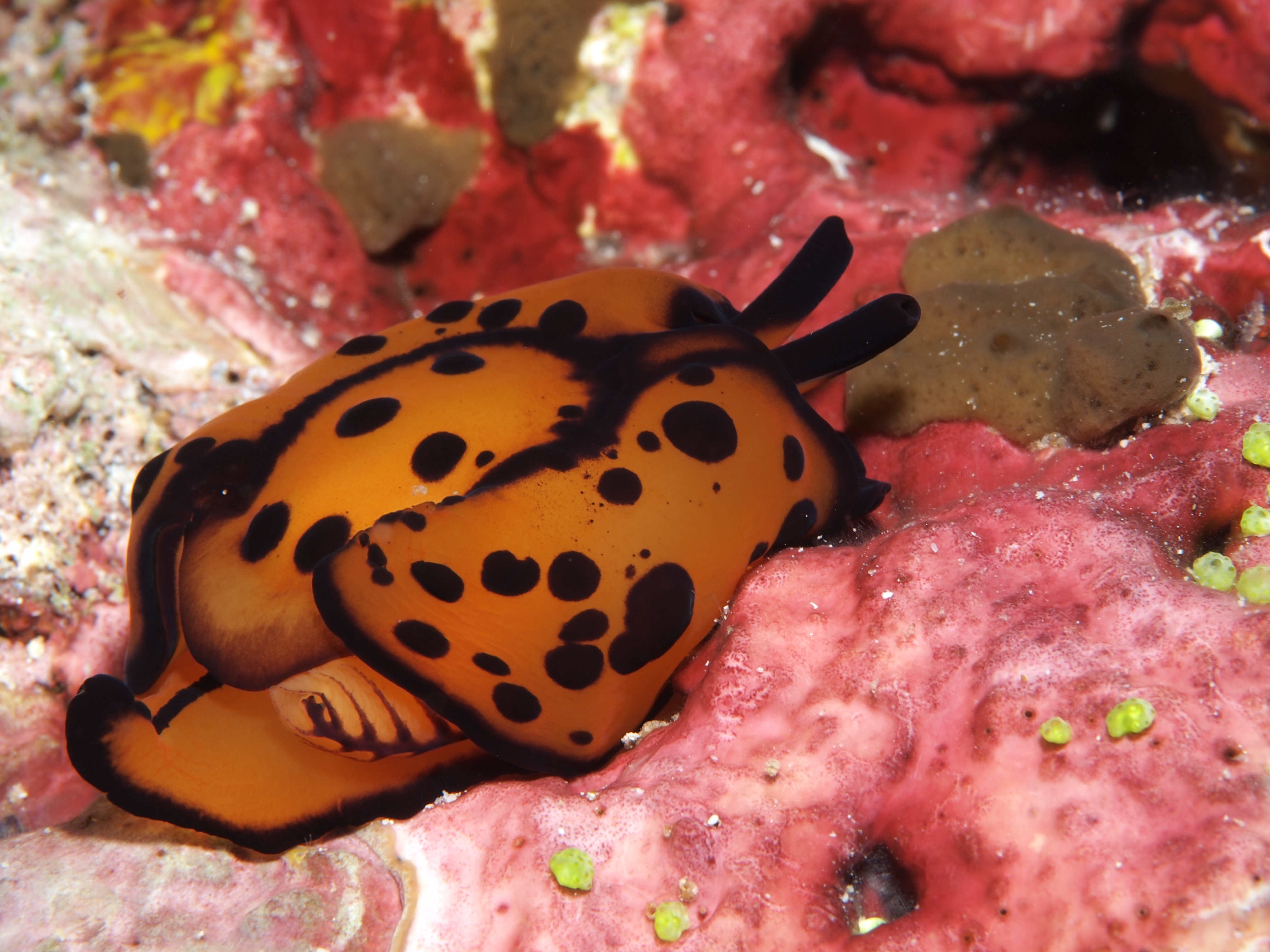

## Distribution
Cette espèce se rencontre dans la zone tropicale Indo/Ouest-Pacifique, de l'archipel des Mascareignes aux côtes d'Amérique centrale.

## Habitat
Son habitat est la zone récifale externe, sur les sommets ou sur les pentes, fréquemment rencontrée entre la zone intertidale  et 25 m.

## Éthologie
Ce Pleurobranche est benthique et plutôt nocturne.

## Alimentation
Berthella martensi se nourrit principalement d'éponges et de tuniciers.